# Martinsdorf (Gemeinde Gaweinstal)
Martinsdorf ist eine Ortschaft und eine Katastralgemeinde der Marktgemeinde Gaweinstal im Bezirk Mistelbach in Niederösterreich. Die Ortschaft hat 294 Einwohner (Stand 1. Jänner 2024). Bis Ende 1970 war Martinsdorf eine eigenständige Gemeinde.

## Geografie
Der mit der Nachbargemeinde Hohenruppersdorf verwachsene Ort befindet sich östlich von Gaweinstal und ist über die Landesstraßen L3030 und L3031 erreichbar. Beim Ort entspringt der Klein-Harras-Bach, der bei Bad Pirawarth in den Weidenbach mündet. Zur Ortschaft zählt auch die Rotte Kellergasse im Nordwesten.

## Geschichte
Laut Adressbuch von Österreich waren im Jahr 1938 in der Ortsgemeinde Martinsdorf ein Bäcker, ein Binder, ein Dachdecker, ein Fleischer, ein Friseur, ein Fuhrwerker, zwei Gastwirte, drei Gemischtwarenhändler, ein Schlosser, zwei Schmiede, ein Schneider und eine Schneiderin, drei Schuster, zwei Viktualienhandlungen, ein Wagner, zwei Weinhändler, ein Zimmermeister und mehrere Landwirte ansässig.
Mit 1. Jänner 1971 wurde im Zuge der Niederösterreichischen Kommunalstrukturverbesserung die bis dahin selbständige Gemeinde Martinsdorf nach Gaweinstal eingemeindet.